# (10043) Janegann
(10043) Janegann (1985 PN) – planetoida z pasa głównego asteroid okrążająca Słońce w ciągu 5,54 lat w średniej odległości 3,13 j.a. Odkryta 14 sierpnia 1985 roku.